# Дерев'янко Борис Федорович
Бори́с Фе́дорович Дерев'я́нко (нар. 6 серпня 1938, с. Іванівка — 11 серпня 1997, м. Одеса) — український журналіст, сценарист, головний редактор газети «Вечерняя Одесса». Заслужений журналіст Української РСР.

## Життєпис
Народився 6 серпня 1938 року у райцентрі Іванівка Іванівського району Одеської області, нині Україна.
Закінчив філологічний факультет Одеського національного університету імені Іллі Мечникова.
З 1973 року працював у газеті «Вечерняя Одесса». Статті на футбольну тематику писав під псевдонімом Андрій Ясень.
Неодноразово запрошувався для роботи в центральних органах масової інформації України і СРСР, але незмінно відхиляв ці пропозиції. Був критиком мера Одеси Едуарда Гурвіца.
Був застрелений вранці 11 серпня 1997 року по дорозі з будинку на роботу в Одесі на вулиці Академіка Філатова недалеко від площі Незалежності. Вбивство мало ознаки замовленого. Про можливих замовників вбивства нічого не відомо. Ймовірний убивця повісився у слідчому ізоляторі.
Міліція через 14 років після убивства затримала замовника вбивства журналіста Дерев'янка.

## Фільмографія
Автор сценаріїв телефільмів:
- «Земне тяжіння» (1968),
- «Вчителю, виховай учня» (1972).

## Нагороди
Нагороджений орденом «Знак Пошани».

## Вшанування
- Площа його імені у м. Одеса.
- На місці убивства поставлена меморіальна плита.
- Його ім'я викарбувано на Меморіалі журналістів в Музеї новин у Вашингтоні, США.